# Bindenfleisch

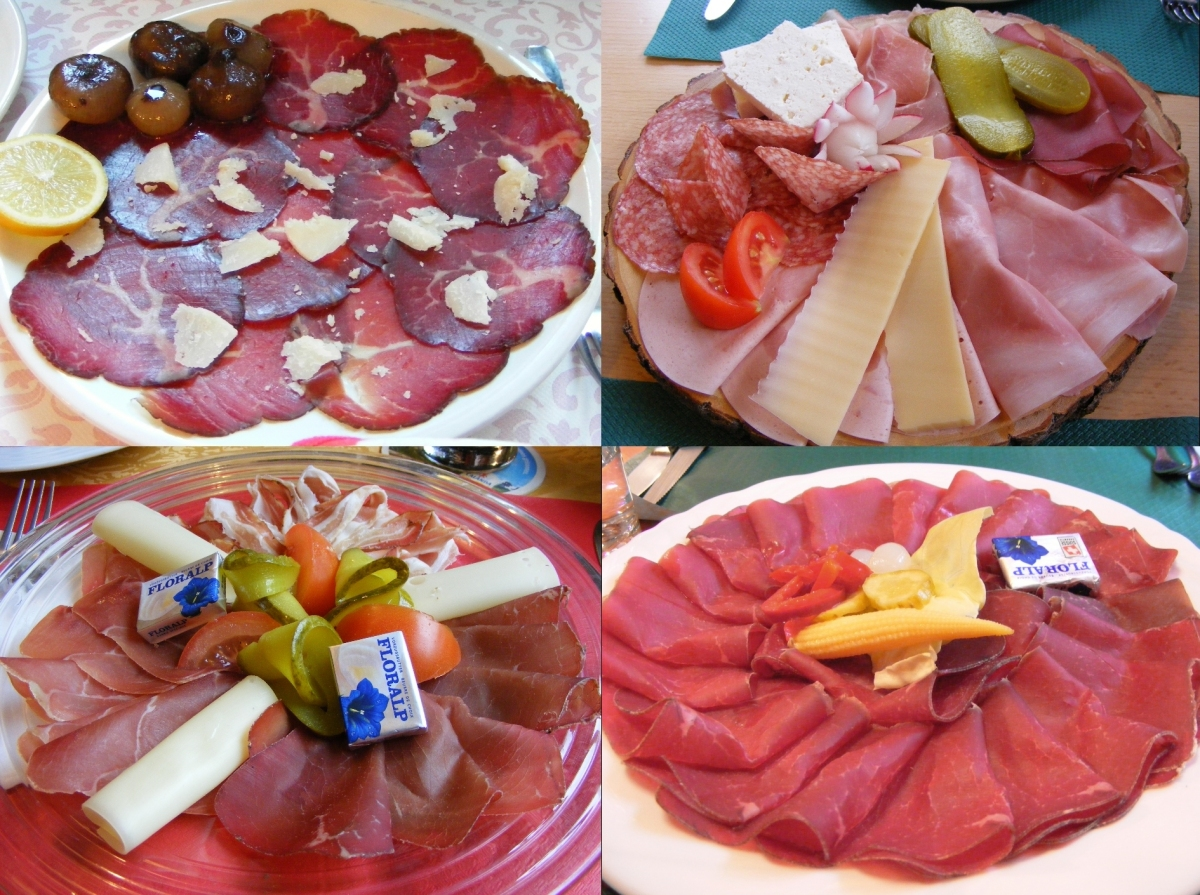
Varias presentaciones de bindenfleisch.

El bindenfleisch, también conocido como bündnerfleisch o viande des Grisons en francés (en español: carne de los Grisones), es una carne secada que se produce en el cantón de Graubünden (cantón de los Grisones), Suiza. Desde septiembre de 1999, está protegida por una Indicación Geográfica Protegida (IGP).

## Producción
Consiste en una pieza de ternera cruda cortada de la pierna, a la que se retiran la grasa y los tendones. Antes de secarla, la carne se frota con una mezcla de condimentos tales como pimienta, jengibre, laurel y ginebra, entre otros. La composición varía según las empresas. Se sala y se inicia la primera fase de secado, que dura 3–5 semanas y que se realiza en contenedores cerrados almacenados a temperaturas cercanas al punto de congelación. La carne se gira regularmente en esta fase, para asegurar que la sal y las especias se distribuyen y absorben uniformemente. Durante una segunda fase de secado que dura entre 5 y 17 semanas, la carne se cuelga al aire a una temperatura de entre 9 y 14°C. También se prensa periódicamente para extraer la humedad residual, obteniendo así el bündnerfleisch su característica forma rectangular. Antes del envasado, se retira la fina capa de podredumbre noble que ha ido formándose en la superficie de la carne. Tradicionalmente el bindenfleisch no se ahúma.
La cantidad de agua perdida durante los procesos de salado y secado, en los que el producto pierde aproximadamente la mitad de su peso inicial, es suficiente para darles excelentes propiedades de conservación y un valor nutricional alto, sin necesidad de conservantes adicionales.

## Consumo
El bündnerfleisch se sirve con pan, cortado muy fino. También puede servirse en sopa, cortado en tiras o dados pequeños.

## Comercialización
La mayoría de bindenfleisch se consume dentro de Suiza, pero algo se exporta a Europa, los Estados Unidos y Japón.

## Variantes
El bündnerfleisch parece estar relacionado con la carne seca producida en la región francesa de Besançon y denominada brési.
También es muy parecido a la bresaola, que se produce en la vecina provincia italiana de Valtellina, pero que a diferencia del bündnerfleisch no se prensa.